# Zamek krzyżacki

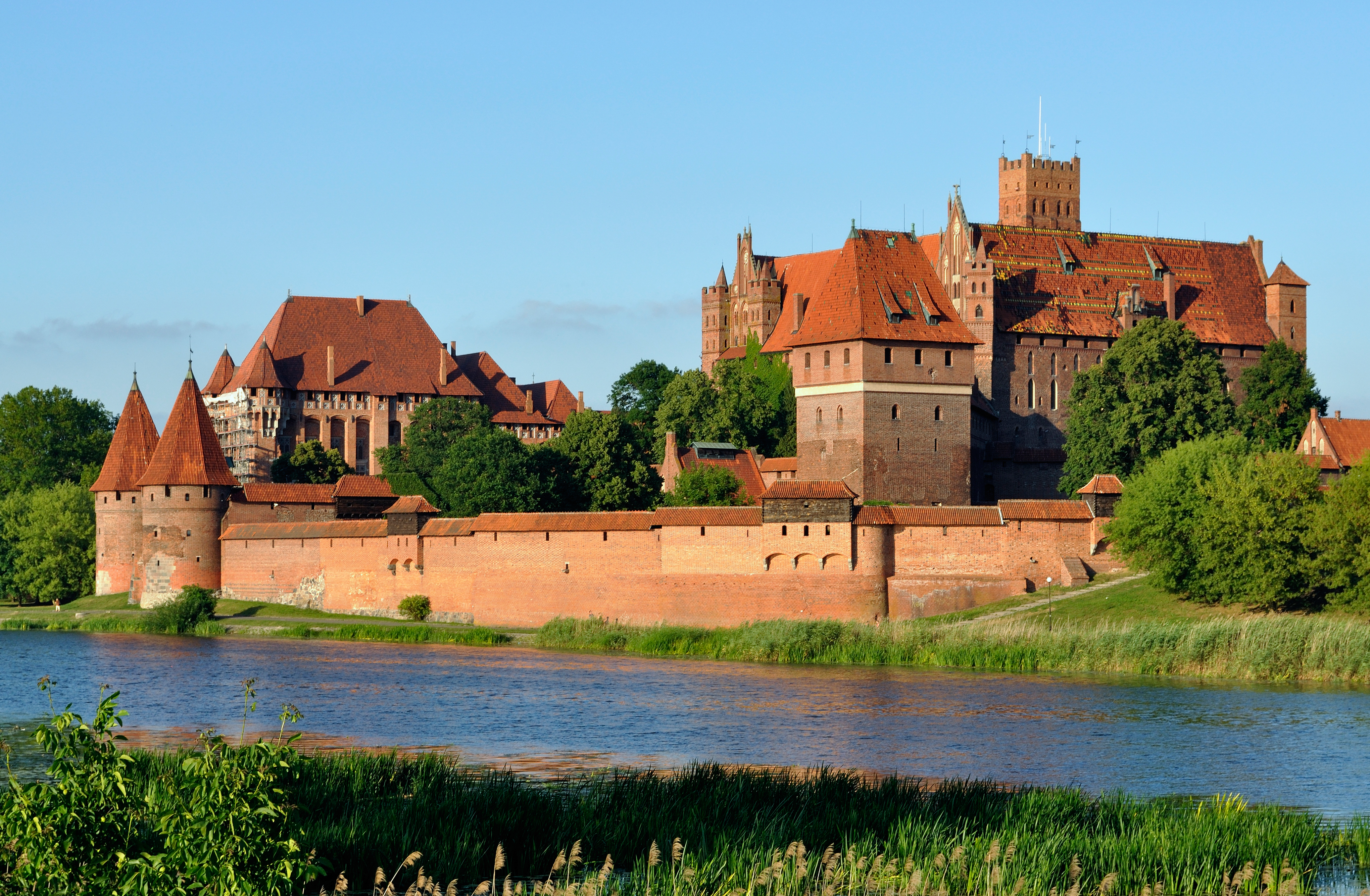
Zamek w Malborku, w latach 1309–1457 siedziba wielkiego mistrza zakonu krzyżackiego

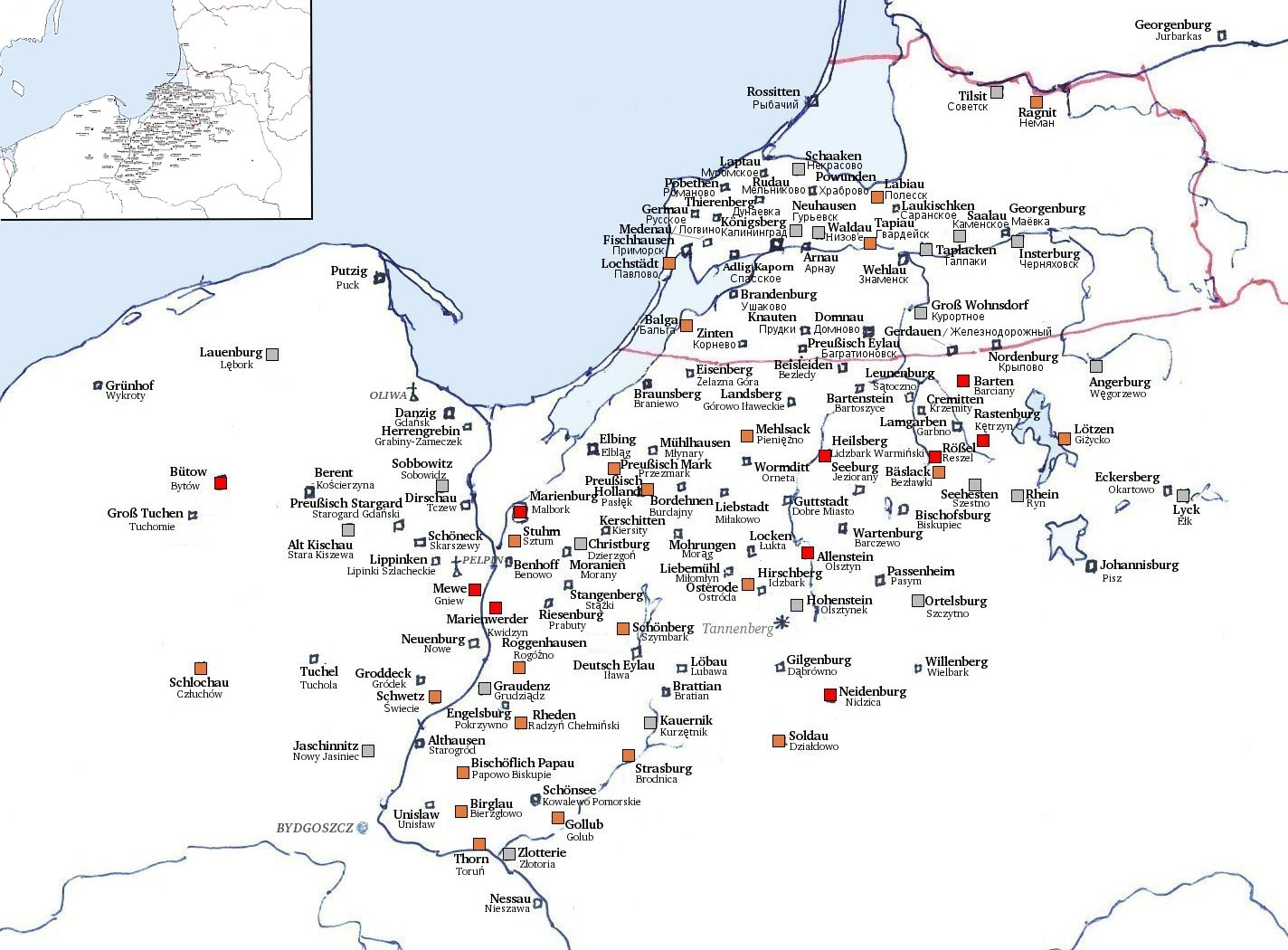
Rozmieszczenie zamków krzyżackich

Zamek krzyżacki (niem. Ordensburg) – krzyżacka gotycka twierdza obronna z funkcjami klasztornymi.

## Historia
Krzyżacy na terenie Prus wybudowali około 200 zamków. Powstały w większości w drugiej połowie XIV wieku – najstarsze pochodzą z XIII wieku. Budowane były z drewnianych bali, ziemi i gliny, a później z cegły i polnych kamieni.
W XIV wieku wykształciła się typowa forma krzyżackiego zamku, składającego się z gospodarczego podzamcza i domu zakonnego – zamku właściwego – posadowionego na planie kwadratu lub prostokąta, na podmurówce z kamieni. Zamek właściwy mieścił magazyny, pomieszczenia gospodarcze i mieszkalne. Budynek był zwykle trzykondygnacyjny. Otoczony był dziedzińcem wewnętrznym z dwukondygnacyjnym gankiem.
Na parterze zamku właściwego mieściły się pomieszczenia gospodarcze. Na pierwszym piętrze: komnaty mieszkalne, kaplica, kuchnia, jadalnia, sala narad. Na drugim piętrze znajdowały się magazyny i zbrojownia. Zwykle kaplica, kapitularz i refektarz były pomieszczeniami dwunawowymi z kolumnami w środku. Sklepienia gotyckie, ostrołukowe i krzyżowo-żebrowe. Ściany zdobione były malowidłami.
- W kapitularzu – sali narad – co tydzień pod przewodnictwem komtura odczytywano regułę, prawa i zwyczaje zakonne oraz wymierzano karę batów.
- Refektarz pełnił funkcję jadalni i pomieszczenia, w którym spędzano wolny czas.
- Sypiano w ubraniu we wspólnych dormitoriach. Jedynie komturowie posiadali małe mieszkania.
- Latryna mieściła się w osobnej wieży stojącej nad fosą, rzeką i połączona była z zamkiem wysokim gankiem.
- Na podzamczu znajdowały się stajnie, kuźnie, obory, pomieszczenia służby. Podzamcze od zamku właściwego oddzielała fosa ze zwodzonym mostem.

Zamek z podzamczem otaczała fosa z murem obronnym z basztami.

## Posiłki
Zgodnie z Regułą spożywano 2 lub 3 posiłki dziennie. Obiad zwykle składał się z dwóch dań. Mięso jadano trzy razy w tygodniu. Rocznie wypadało 120 dni postnych i wtedy spożywano jeden posiłek dziennie. Jedzono kasze, ciasta, wołowinę, cielęcinę, baraninę, drób, dziczyznę, ryby morskie i słodkowodne, sery, smalec, łój, olej, wina, miód.
W postne dni bracia zakonni dostawali litr piwa i miodu.